# Polystichum tripteron
Polystichum tripteron är en träjonväxtart som först beskrevs av Kze., och fick sitt nu gällande namn av Karel Presl. Polystichum tripteron ingår i släktet Polystichum och familjen Dryopteridaceae. Inga underarter finns listade.

## Bildgalleri

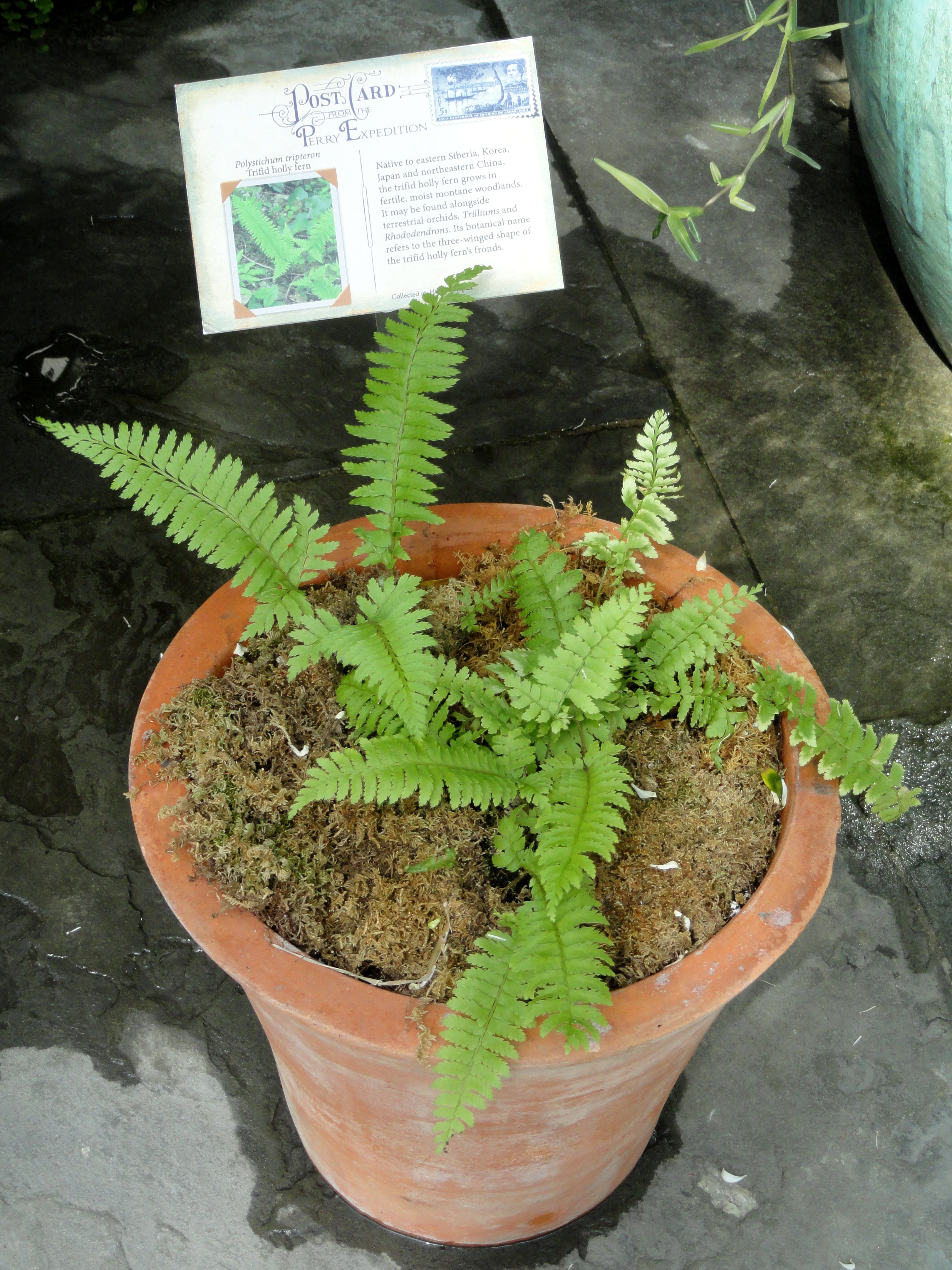
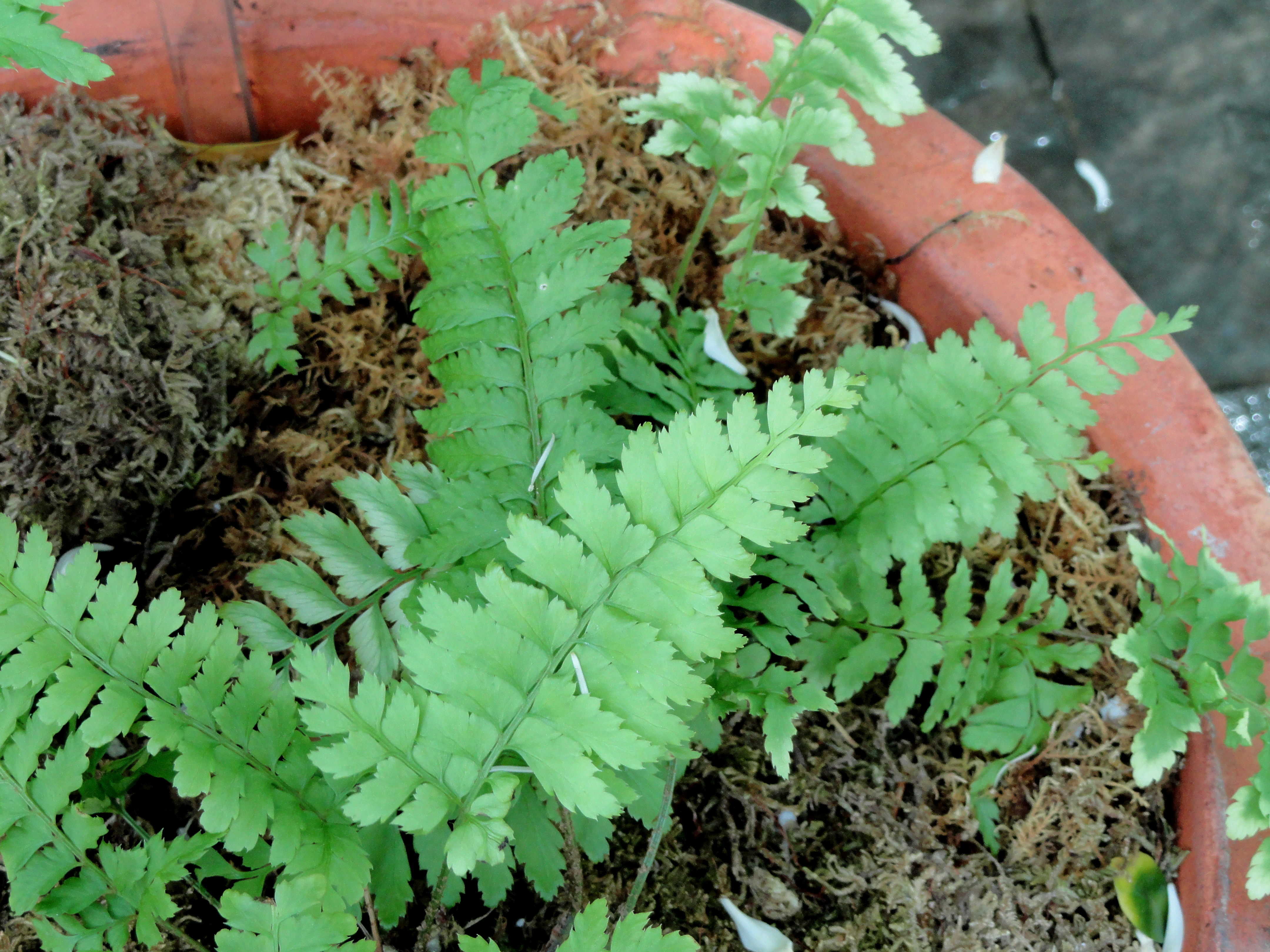
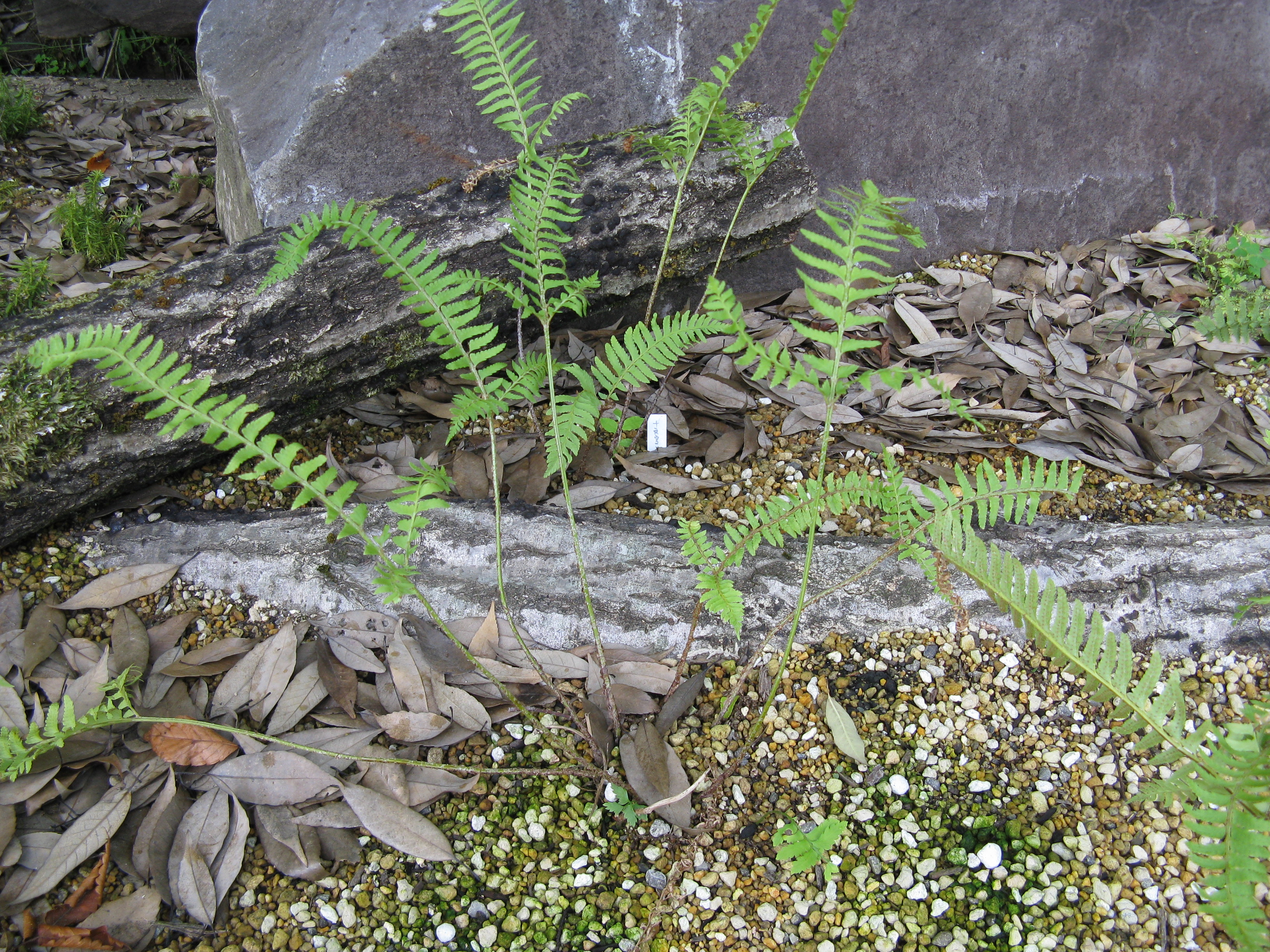
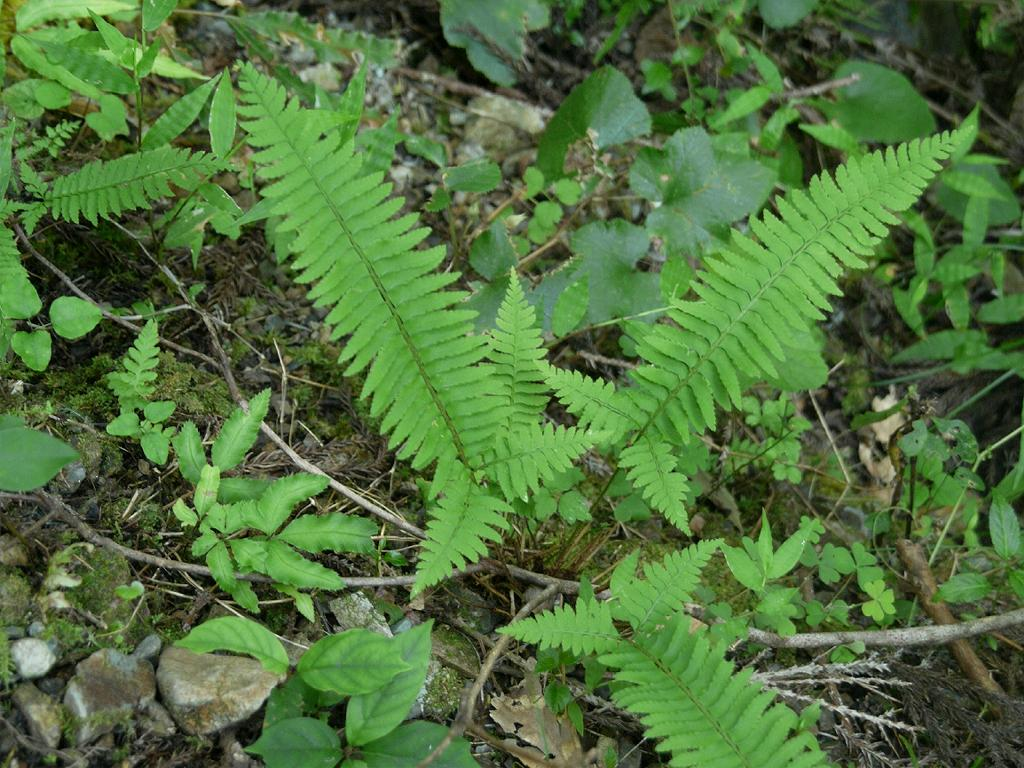